# Лур (танец)
Лур, (фр. loure) также известный как жига лура или жига lente (медленная жига), представляет собой французский барочный танец, вероятно, возникший в Нормандии и названный в честь звучания инструмента с таким же названием (тип — мюзетт). Танец имеет медленный или умеренный темп, иногда в простом тройном размере, но чаще в сложном двойном размере. Первая доля является сильной, и эта особенность подчеркнута предшествующим затактом, с которого начинается традиционный лур. Ещё одна особенность — быстрый точечный ритм.
В своей «Музыкальной лексике» (Лейпциг, 1732 г.) Иоганн Готфрид Вальтер писал, что лур «медленный и церемонный; каждая первая нота каждого полтакта — с точкой, что должно соблюдаться».
Примеры луров можно найти в произведениях Люлли (например, Альцеста) и Баха (например, Французская сюита № 5 и Партита № 3 для скрипки соло).